# Hardik Singh
Pour les articles homonymes, voir Singh.
Hardik Singh (en pendjabi : ਹਾਰਦਿਕ ਸਿੰਘ, et en hindi : हार्दिक सिंह) est un joueur de hockey sur gazon indien qui joue comme milieu de terrain pour l'équipe nationale indienne.

## Carrière internationale
Après être devenu vice-capitaine de l'équipe indienne junior, il a fait ses débuts internationaux seniors au Champions Trophy d'Asie masculin 2018 et a fait partie de l'équipe indienne à la Coupe du monde masculine de hockey sur gazon 2018.

## Vie personnelle
Le père de Singh Varinderpreet Singh Ray, qui travaille comme policier, a joué pour l'Inde, et son grand-père Preetam Singh Ray était entraîneur de hockey dans la marine indienne. Il considère son oncle paternel et ancien drag-flicker (en) indien Jugraj Singh comme son mentor. Sa tante Rajbir Kaur a également joué au niveau international pour l'Inde tandis que son mari Gurmail Singh a participé aux Jeux olympiques d'été de 1980 où l'Inde a remporté la médaille d'or.